# براعة الإبداع

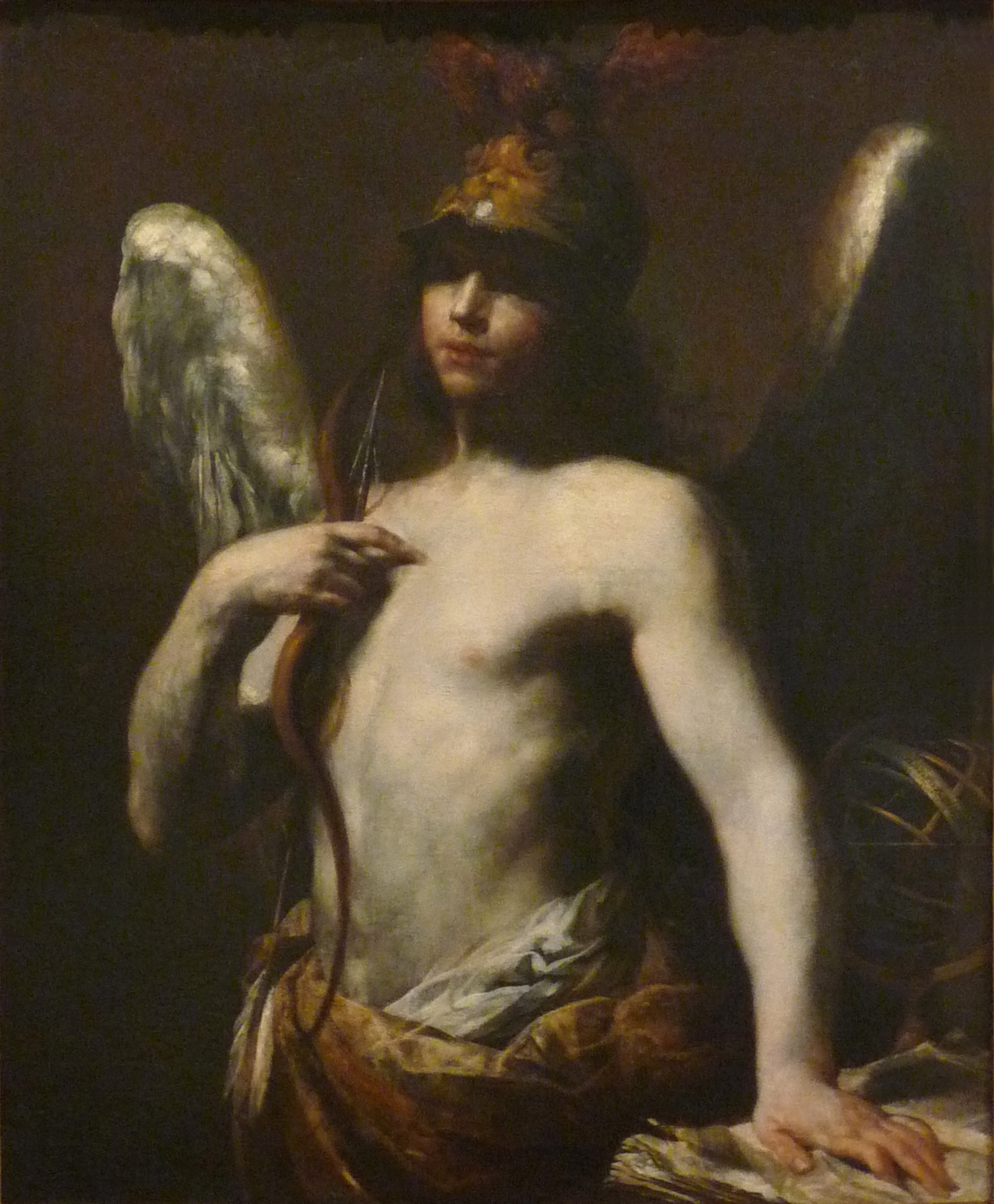
الإبْدَاعُ بريشة الرسام الأيطالي جوزيبي كريسبي. تمثل هذه اللوحة تجسيدًا لروح «الابداع» متحف الفنون الجميلة في ستراسبورغ ، فرنسا.

براعة الإبداع وهي تعني سجية فطانة وندرة، والإبداع غالبا عند توظيف الأفكار في حل مشاكل أو في مواجهة تحديات.

## اصل الكلمة
تعود جذور هذه الكلمة إلى كلمة لاتينية (ingenium) والتي تعني هندسة، وعلى سبيل المثال فعملية التفكير في إمكانية عبور النهر المنحدر من الحبل بوضع الرجل بعض الحطب، وتجميع الأوراق وترتيبها لتظهر جسر معلق على شكل هيكل طائرة، وتأسيس شركة بهيئة تخالف أعراف البلد، فكلها من نتائج البراعة، فقد أنتجت البراعة الإنسانية أنواعا من تطورات التقنية واستعانة بالعلوم التطبيقية وكذلك تلفت آثار البراعة الإنسانية في إنشاء منظمة اجتماعية جديدة ومعاهد وعلاقات.
وفي واقع الأمر يعد البراعة ركنا أساسا في التفكير في أعقد أمور الحياة، فمثلا دراسة الأفكار والآراء ثم اتخاذ القرار سواء كان هذا من فرد أو جماعة في محاولة اغتنام الفرص أو حل المشاكل.

## التطبيق
إن المثل الأعلى في كيفية تطبيق مفاهيم البراعة يظهر جليا في تحليلات المفكر الأمريكي توماس هومر ديكسون المعتمد على نظريات الرجل الاقتصادي الأمريكي بول رومر في بيانه لما يسمى برأسمالي التعليم، وفي هذا الصدد استخدم توماس هومر ديكسون المصطلح (الثغرة البراعية) ليؤكد أنها الواقعة بين تحديات الحياة وحلولها، وأما إسهامات هذا الرجل فهي في اكتشاف وتتبع البعد الاجتماعي في البراعة، ويرى توماس هومر ديكسون أنه كلما زاد تعقيد الحياة في العالم كلما ازدهرت حاجاتنا إلى القدرة على قضاء المشاكل التي تعترينا، وقد أدخلت البراعة الإنسانية في كثير من نظام التعليم حينما كان يربي أغلبية المدرسين الطلبة على البراعة الإنسانية،
وجدير بالذكر أن هذه التحديات تتطلب أكثر مما يتوقع من التطورات الحديثة في الفيزياء والكيمياء والبيولوجية، إذ ينبغي أن ينظر كل واحد في قوة التواصل بين الأفراد والمعاهد والثقافات والإنترنت التي يشترك فيها كل أصناف البشر في العالم، وكذلك من أظهر أمثلة البراعة الاجتماعية هو اختلاف وجهة نظرنا في ترتيب أمورنا وفي اتخاذ القرارات والتواصل بطريقة جديدة ومتنوعة، وإذا ما أعجزت قدرة أحد في المجتمع على أن يوفر حلولا لأية مشكلة فلا غروة في أن ثغرة البراعة تصير حزمة واسعة من مشاكل اجتماعية، مدارس هذه الأفكار في مواجهة التحديات الاجتماعية متوفرة في الكتاب (Ingenuity Gap) وهو من أوائل كتب توماس هومر ديكسون.
في كتابه الآخر بعنوان (المنكوس) أكد أن ديمومة غلاء النفط وسياقة أوان القحط في البلد تؤدي إلى اضطراب المجتمع، وعلى زيادة البيان فالجري بين غرفة فاضية لا يتطلب السير ببراعة، ولكن إذا ما وجد في الغرفة حية تلسع (ثعبان) أو حيوان مفترس جائع أو ألغام أرضية فإن ما يتطلبه من البراعة الخلاص منها.

## مناقشة
غالبًا ما يكون الإبداع متأصلًا في الأفراد المبدعين، وبالتالي يعتبر من الصعب فصله عن رأس المال الفردي.
ليس من الواضح ما إذا كان توماس هومر ديكسون أو بول رومر يعتبران أنه من المستحيل القيام بذلك، أو إذا لم يكونوا على دراية بالتحليل المسبق "للأفكار التطبيقية" أو "رأس المال الفكري" أو "الموهبة" أو الابتكار" حيث تم فصل المساهمات بعناية من قبل المنظرين الاقتصاديين.